# 野村不動産パートナーズ
野村不動産パートナーズ株式会社（のむらふどうさんパートナーズ、英: Nomura Real Estate Partners Co.,Ltd.）は、東京都新宿区西新宿に本社を置く、野村不動産ホールディングス傘下の不動産事業会社、建築物およびマンション管理会社である。

## 概要
2014年4月1日に、野村ビルマネジメント株式会社が野村リビングサポート株式会社を合併して発足した。

### 主な管理施設

#### オフィスビル
- 新宿野村ビル
- 横浜ビジネスパーク
- 天王洲パークサイドビル

#### 教育施設
- 明治大学駿河台キャンパス
- 慶應義塾大学芝共立キャンパス
- 学習院目白キャンパス
- 西南学院大学

#### 複合施設
- ボーノ相模大野
- リズモ大泉学園
- 立川タクロス
- 武蔵府中ル・シーニュ

## 沿革
- 1977年（昭和52年）4月1日 - 野村ビル総合管理株式会社設立。
- 1991年（平成3年）2月8日 - 野村ビル総合管理がマンション管理子会社として野村住宅管理株式会社設立。
- 2000年（平成12年）7月 - 野村ビル総合管理が野村ビルマネジメントに社名変更。
- 2001年（平成13年）4月 - 野村住宅管理が野村リビングサポートに社名変更。
- 2004年（平成16年）12月 - 野村不動産ホールディングスが野村ビルマネジメント、野村リビングサポートなどを直接子会社化。
- 2013年（平成25年）10月 - 野村ビルマネジメントと野村リビングサポートが合併を発表[2]。
- 2014年（平成26年）4月1日 - 野村ビルマネジメントが野村リビングサポートを合併し、現社名に変更[3]。